# Szabadi, Somogy
Szabadi  este un sat în districtul Kaposvár, județul Somogy, Ungaria, având o populație de 282 de locuitori (2011). 

## Demografie
Componența etnică a satului Szabadi
     Maghiari (91,86%)
     Germani (4,26%)
     Romi (3,88%)
Componența confesională a satului Szabadi
     Fără religie (3,19%)
     Reformați (2,84%)
     Luterani (1,42%)
     Necunoscută (92,55%)
Conform recensământului din 2011, satul Szabadi avea 282 de locuitori. Din punct de vedere etnic, majoritatea locuitorilor (91,86%) erau maghiari, existând și minorități de germani (4,26%) și romi (3,88%). Nu există o religie majoritară, locuitorii fiind persoane fără religie (3,19%), reformați (2,84%) și luterani (1,42%). Pentru 92,55% din locuitori nu este cunoscută apartenența confesională.